# Johan Andersson (ishockeyspelare född maj 1984)
Johan "Bagarn" Andersson, född 18 maj 1984 i Motala, är en svensk före detta ishockeyspelare som efter att ha lämnat Timrå IK avslutade sin karriär i moderklubben IF Troja-Ljungby. Andersson har spelat tre säsonger i Troja-Ljungbys A-lag. Andersson draftades som den 181:e spelaren totalt i NHL-draften 2003 av Chicago Blackhawks. 2004 skrev han kontrakt med Linköping HC, för att 2006 byta klubb till Timrå IK. Andersson skrev inför säsongen 2009/10 på för Färjestad BK. Efter det gjorde han comeback i Linköping inför säsongen 2010/2011, för att säsongen därpå återvända till Timrå. År 2014 avslutade han sin karriär på grund långdragna skador. Han studerade till polis och var i tjänst och på plats under Terrordådet i Stockholm 2017.
Vid 34 års ålder genomförde han en kort comeback med IF Troja-Ljungby i Hockeyettan 2018/2019. För den insatsen blev han tilldelad Trojaskölden.
När Andersson spelade i juniorlaget i Troja-Ljungby fick han smeknamnet "Bagarn" av klubbkompisarna och det har sedan följt honom genom hela karriären.
Andersson har också representerat Sverige i både juniorlandslaget, där han spelade JVM 2003, och i svenska A-landslaget, där han debuterade 2007 och spelade VM i Kanada 2008 och Schweiz 2009.

## Statistik
| 2000–01           | IF Troja-Ljungby  | HA                | 3   | 0  | 0  | 0  | 0   | —  | — | — | —  | —   |
| 2001–02           | IF Troja-Ljungby  | HA                | 42  | 2  | 0  | 2  | 10  | 5  | 0 | 2 | 2  | 2   |
| 2002–03           | IF Troja-Ljungby  | HA                | 20  | 8  | 4  | 12 | 16  | —  | — | — | —  | —   |
| 2003–04           | IF Troja-Ljungby  | HA                | 43  | 13 | 11 | 24 | 94  | 10 | 6 | 2 | 8  | 2   |
| 2004–05           | Linköping HC      | Elitserien        | 29  | 1  | 2  | 3  | 14  | 4  | 0 | 0 | 0  | 2   |
| 2004–05           | IF Troja-Ljungby  | HA                | 21  | 6  | 5  | 11 | 37  | —  | — | — | —  | —   |
| 2005–06           | Linköping HC      | Elitserien        | 50  | 2  | 7  | 9  | 40  | 13 | 0 | 0 | 0  | 39  |
| 2006–07           | Timrå IK          | Elitserien        | 54  | 9  | 16 | 25 | 56  | 7  | 0 | 1 | 1  | 16  |
| 2007–08           | Timrå IK          | Elitserien        | 55  | 10 | 10 | 20 | 50  | 11 | 3 | 2 | 5  | 36  |
| 2008–09           | Timrå IK          | Elitserien        | 55  | 5  | 12 | 17 | 91  | 7  | 0 | 0 | 0  | 4   |
| 2009–10           | Färjestad BK      | Elitserien        | 52  | 5  | 4  | 9  | 75  | 7  | 0 | 0 | 0  | 4   |
| 2010–11           | Linköping HC      | Elitserien        | 51  | 3  | 4  | 7  | 49  | 7  | 1 | 0 | 1  | 0   |
| 2011–12           | Timrå IK          | Elitserien        | 23  | 1  | 3  | 4  | 10  | —  | — | — | —  | —   |
| 2012–13           | Timrå IK          | Elitserien        | 50  | 3  | 0  | 3  | 18  | 4  | 2 | 1 | 3  | 0   |
| 2013–14           | IF Troja-Ljungby  | HA                | 12  | 0  | 4  | 4  | 8   | —  | — | — | —  | —   |
| 2018–19           | IF Troja-Ljungby  | Div. 1            | 14  | 1  | 2  | 3  | 8   | —  | — | — | —  | —   |
| Elitserien totalt | Elitserien totalt | Elitserien totalt | 419 | 39 | 58 | 97 | 403 | 60 | 6 | 4 | 10 | 101 |